# All Tomorrows
All Tomorrows: A Billion Year Chronicle of the Myriad Species and Mixed Fortunes of Man est une œuvre de science-fiction et d'évolution spéculative de 2006 écrite et illustrée par l'artiste turc C. M. Kosemen (en) sous le pseudonyme de Nemo Ramjet. Elle explore une trajectoire hypothétique future de l'évolution humaine s'étendant du futur proche à un milliard d'années à partir du présent. Plusieurs espèces humaines futures évoluent par des moyens naturels et par génie génétique, mené à la fois par les humains eux-mêmes et par un esprit de ruche mystérieux et supérieur appelé les Qu.
Inspiré par les œuvres de science-fiction d'Olaf Stapledon et par Histoire de la décadence et de la chute de l'Empire romain d'Edward Gibbon, Kosemen a travaillé sur All Tomorrows de 2003 jusqu'à la publication du livre sous forme de fichier PDF gratuit en ligne en 2006. Kosemen a annoncé la première édition imprimée en langue anglaise d'All Tomorrows sous forme physique, avec un nouveau texte, des illustrations mises à jour et des corrections grammaticales. Sa publication est prévue pour le 21 août 2025.

## Résumé
Des siècles après que l'humanité a terraformé et colonisé Mars, une guerre interplanétaire brève mais catastrophique oppose Mars et la Terre, coûtant des milliards de vies aux deux parties. Les deux planètes finissent par faire la paix, et une initiative de colonisation à grande échelle est menée par des humains génétiquement modifiés appelés les Hommes des Étoiles à travers la Voie lactée.
Les humains (désormais Hommes des Étoiles) rencontrent alors un esprit de ruche alien malveillant et supérieur appelé les Qu. La religion des Qu les motive à refaire l'univers par le génie génétique. Une guerre courte s'ensuit au cours de laquelle l'humanité est défaite. Les Qu biomodifient les humains survivants en guise de punition sous une gamme de formes exotiques, dont beaucoup sont dépourvues d'intelligence. Après quarante millions d'années de domination, les Qu quittent la galaxie, laissant les humains modifiés évoluer par eux-mêmes dans les environnements et mondes où ils ont été abandonnés. Les humains biomodifiés vont d'êtres vermiformes et insectivores à des espèces modulaires et cellulaires. Le livre suit les progrès de ces nouveaux humains qui soit s'éteignent, soit regagnent la sapience sous des formes radicalement différentes et découvrent graduellement que les Qu ont expérimenté sur eux.
Une espèce, les Hanteurs de Ruines, remplace leurs corps par des formes mécaniques utilisant la technologie que les Qu avaient laissée. Désormais connus sous le nom de Gravitals, ils commencent à coloniser le reste de la galaxie tout en anéantissant la majeure partie de la vie qu'elle contient, y compris les autres espèces posthumaines (à l'exception des Faces d'Insectes qui, comme les Qu l'avaient fait avec l'humanité, sont génétiquement modifiés par les Gravitals pour leur propre profit). Les Gravitals sont finalement détruits par les Astéromorphes, descendants d'humains qui ont échappé à l'expérimentation des Qu et qui, d'une manière à nouveau similaire aux Qu et aux Gravitals eux-mêmes, remodifient les Gravitals restants en machines ouvrières moins sophistiquées. Les chapitres finaux du livre détaillent le redressement de l'humanité en tant qu'espèce posthumaine, leur premier contact avec la vie d'une autre galaxie, et la redécouverte et la défaite ultime des Qu après 500 millions d'années, se concluant par la redécouverte de la Terre 560 millions d'années dans le futur.
All Tomorrows se termine par une image de l'auteur in-universe du livre, un chercheur alien, tenant un crâne humain vieux d'un milliard d'années et écrivant que toutes les espèces posthumaines ont disparu un milliard d'années dans le futur pour des raisons inconnues. L'auteur poursuit en déclarant que l'histoire de l'humanité a toujours concerné la vie des humains eux-mêmes, non les grandes guerres et les idéaux abstraits, terminant en encourageant le lecteur à « Aimer Aujourd'hui, et saisir Tous les Lendemains ! »

## Développement
Kosemen a travaillé sur All Tomorrows de 2003 à 2006. L'œuvre d'Olaf Stapledon, particulièrement Les Derniers et les Premiers (1930) et Créateur d'étoiles (1937), a servi d'inspiration principale pour l'ouvrage, aux côtés de L'Histoire du déclin et de la chute de l'Empire romain d'Edward Gibbon.
All Tomorrows est écrit dans le style d'une œuvre historique, narré par une créature alien retraçant l'histoire de l'humanité. Selon Kosemen, le « ton de la voix est celui d'un lycéen s'enthousiasmant pour L'Histoire du déclin et de la chute de l'Empire romain d'Edward Gibbon ». L'œuvre d'art reflète également cette approche « archéologique », avec des effets visuels fanés et texturés appliqués aux peintures. La raison originale de l'ajout de cette teinte fanée aux peintures était que Kosemen voulait éviter que les peintures ressemblent à « d'horribles caricatures racistes ».
Le livre a été publié gratuitement en ligne sous format PDF le 4 octobre 2006 et depuis lors, selon Kosemen lui-même, « a eu sa propre vie en tant que PDF flottant dans les recoins d'internet comme un vaisseau fantôme ». L'un des liens communs par lesquels All Tomorrows a été partagé est un site wiki dédié au speedrunning.
La première édition physique sous licence d'All Tomorrows a été publiée par Time Publishing en mars 2024, en langue thaïe. Cette édition comprenait le contenu du livre original de 2006, avec un nouveau chapitre sur la création du livre et quelques œuvres d'art supplémentaires d'autres artistes.
All Tomorrows n'a pas encore été publié physiquement en anglais, cependant en juillet 2024 les précommandes sur le site de financement participatif Unbound ont commencé pour des éditions officielles reliées et numériques en langue anglaise, incluant du matériel supplémentaire et des œuvres d'art avec l'intention de publier le 20/21 août 2025.

## Réception et héritage
Œuvre initialement obscure, All Tomorrows a lentement gagné en popularité en ligne après sa publication en 2006. Dans une interview de podcast de 2021, Kosemen a noté que la génération née juste après lui (Kosemen étant né en 1984) a « vraiment adopté » All Tomorrows, ce qu'il pense pouvoir être partiellement dû aux « myriades de catastrophes » qui se sont produites dans le monde depuis lors. Le livre a reçu une certaine attention académique ; en 2020, All Tomorrows figurait parmi les œuvres discutées dans le livre de Jörg Matthias Determann Islam, Science Fiction and Extraterrestrial Life, qui explore l'astrobiologie et la science-fiction dans le monde musulman. Suite au téléchargement d'une version abrégée de l'histoire du livre par le YouTubeur Alt Shift X en juin 2021, All Tomorrows a connu un pic particulier de popularité en ligne durant l'été 2021. Entre autres choses, il y a eu une vague de mèmes internet basés sur le livre, principalement sur YouTube et Twitter ainsi que du fan art basé sur les créatures du livre.
Les lecteurs ont caractérisé All Tomorrows comme « bizarre », « inexplicable », « intéressant » et « fascinant », et comme une œuvre incorporant l'horreur corporelle. Ivan Farkas de Cracked.com (en) a qualifié All Tomorrows d'« existentiellement flippant » en 2021 et a décrit l'œuvre d'art comme « d'un autre monde ». Un article de 2022 d'Andrea Viscusi sur le site média italien Stay Nerd a comparé All Tomorrows à Man After Man (en) (1990) de Dougal Dixon (en), également une œuvre traitant de l'évolution humaine future, mais a trouvé les représentations dans All Tomorrows « encore plus troublantes », tout en restant possibles à un « niveau presque subliminal » de « reconnaître comme nos semblables ». Dans un article de 2022 du magazine de style de vie A Little Bit Human, Allia Luzong a considéré All Tomorrows comme une « exploration amusante de ce qui pourrait être » mais aussi une œuvre sérieuse avec des thèmes sérieux, notant particulièrement comment les maux sociaux de l'humanité sont présents tout au long du récit.
Kosemen a déclaré en 2021 que bien que le livre soit devenu populaire, il avait presque « renié » All Tomorrows, trouvant certaines parties « un peu gênantes ». Lors de la conception de son site web et de l'inclusion de ses différents livres et projets, Kosemen a délibérément omis All Tomorrows. Après l'été 2021, il a depuis ajouté le livre à son site web et a l'intention de publier finalement All Tomorrows sous forme physique avec un nouveau texte et de nouvelles illustrations. Au 16 octobre 2022, Kosemen avait écrit la version étendue jusqu'à la conquête de la galaxie par les Qu. Kosemen a déclaré que le matériel jusqu'à ce point représentait 200 pages, presque deux fois la longueur de l'ensemble du livre original. Kosemen continue de travailler sur la version étendue en 2024. En avril 2024, il a annoncé la sortie d'une copie physique du livre, mais seulement en langue thaïe. Bien qu'il s'agisse de la version originale du livre, elle comprend quelques illustrations réalisées par d'autres artistes et un nouveau chapitre, avec diverses informations sur les espèces. Ce nouveau chapitre n'est disponible qu'en thaï. En même temps, Kosemen a également déclaré qu'il poursuivait son travail sur la nouvelle version du livre, qui a maintenant atteint près de 300 pages, avec encore de nombreuses espèces dont il faut parler. Chaque espèce a maintenant une histoire plus approfondie, et de nouveaux rebondissements majeurs ont été ajoutés.